# Blainville-sur-Mer
Blainville-sur-Mer é uma comuna francesa na região administrativa da Normandia, no departamento Mancha. Estende-se por uma área de 11,59 km². Em 2010 a comuna tinha 1 683 habitantes (densidade: 145,2 hab./km²).